# إريك لوندبرغ
إريك لوندبرغ (بالسويدية: Erik Filip Lundberg )‏ (و. 1907 – 1987 م) هو عالم اقتصاد، من السويد، ولد في ستوكهولم، كان عضوًا في الأكاديمية الملكية السويدية للعلوم، والأكاديمية الملكية السويدية للعلوم الهندسية، والأكاديمية الأمريكية للفنون والعلوم، توفي عن عمر يناهز 80 عاماً.

## التعليم
تعلم في جامعة ستكهولم.

## مناصب وهيئات
أدار مدرسة ستوكهولم، وجامعة ستكهولم.